# Comuna de Śmigiel
Śmigiel (polaco: Gmina Śmigiel) é uma gminy (comuna) na Polónia, na voivodia de Grande Polónia e no condado de Kościański. A sede do condado é a cidade de Śmigiel.
De acordo com os censos de 2004, a comuna tem 17 470 habitantes, com uma densidade 92 hab/km².

## Área
Estende-se por uma área de 189,89 km², incluindo:
- área agricola: 76%
- área florestal: 14%

## Demografia
Dados de 30 de Junho 2004:
|                      | Total   | Total | Mulheres | Mulheres | Homens  | Homens |
| -------------------- | ------- | ----- | -------- | -------- | ------- | ------ |
|                      | pessoas | %     | pessoas  | %        | pessoas | %      |
| População            | 17 470  | 100   | 8871     | 50,8     | 8599    | 49,2   |
| Densidade (pop./km²) | 92      | 100   | 46,7     | 46,7     | 45,3    | 45,3   |

De acordo com dados de 2002, o rendimento médio per capita ascendia a 1180,19 zł.

## Subdivisões
- Bielawy, Bronikowo, Brońsko, Bruszczewo, Chełkowo, Czacz, Czaczyk, Glińsko, Gniewowo, Jezierzyce, Karmin, Karśnice, Koszanowo, Księginki, Machcin, Morownica, Nietążkowo, Nowa Wieś, Nowe Szczepankowo, Nowy Białcz, Olszewo, Parsko, Poladowo, Przysieka Polska, Robaczyn, Sierpowo, Spławie, Stara Przysieka Druga, Stara Przysieka Pierwsza, Stare Bojanowo, Stary Białcz, Wonieść, Wydorowo, Zygmuntowo, Żegrowo, Żegrówko, Żydowo.

## Comunas vizinhas
- Kamieniec, Kościan, Krzywiń, Lipno, Osieczna, Przemęt, Wielichowo, Włoszakowice